# احمدآباد سونج
احمدآباد سونج روستایی از توابع بخش مرکزی در شهرستان سقز است که در استان کردستان ایران قرار دارد.

## جمعیت
این روستا در دهستان سرا واقع شده و براساس سرشماری سال ۱۳۸۵، جمعیت آن ۲۴ نفر (۴ خانوار) بوده‌است.